# بنجامين فرانكلين ماكغريغور
بنجامين فرانكلين ماكغريغور هو سياسي كندي، ولد في 1885، وتوفي في 1935. انتخب عضو المجلس التشريعي في ساسكاتشوان ‏.